# Fröschbach (Biberach)
Fröschbach ist ein Ortsteil der Gemeinde Biberach im Schwarzwald im Ortenaukreis in Baden-Württemberg.

## Geografie
Fröschbach ist ein kleiner Weiler mit weniger als einem Dutzend Hausnummern nördlich von Biberach und südlich der Gengenbacher Ortsteile Schönberg, Fußbach und Schwaibach. Durch Fröschbach fließt der Mühlbach, welcher beim Steinbruch flussabwärts von Schönberg in die nur etwa 300 Meter westlich an Fröschbach vorbeifließende Kinzig mündet. In den Mühlgraben mündet wiederum der Bahngraben.

## Wirtschaft und Infrastruktur

### Wirtschaft
In Fröschbach gibt es einen großen Erdbeerhof und mehrere Ferienwohnungen.